# دوري أبطال أوقيانوسيا 2007–08
دوري أبطال أوقيانوسيا 2007–08 هو موسم من دوري أبطال أوقيانوسيا. شارك فيه  9 فريقاً، وفاز فيه وايتاكيري يونايتد.